# Un'ora sola ti vorrei (Giorgia)
Un'ora sola ti vorrei è un singolo della cantante italiana Giorgia, pubblicato nel 1997 come primo estratto dal terzo album in studio Mangio troppa cioccolata.

## Descrizione
Il brano è una cover dell'omonima canzone scritta da Umberto Bertini e composta da Paola Marchetti e portata al successo da numerosi artisti.